# Кхуддака-никая
«Кхуддака-никая» — буддийский текст, последняя из пяти никай, или собраний, «Сутта-питаки». Данная никая состоит из пятнадцати (тайская версия), семнадцати (сингальская версия) или восемнадцати (бирманская версия) книг, касающихся различных тем и приписываемых Будде и его основным ученикам.

## Деление
В эту никаю могут входить следующие тексты:
1. Кхуддакапатха. (Khp) «Собрание кратких уроков».
2. Дхаммапада. (Dhp) «Высказывания о дхамме».
3. Удана. (Ud) «Восторженное излияние».
4. Итивуттака. (It, Itv) «Так было сказано».
5. Сутта-нипата. (Sn, Snp) «Подразделение сутт».
6. Виманаваттху. «Истории о небесных чертогах».
7. Петаваттху. «Истории о духах».
8. Тхерагатха. (Thag)
9. Тхеригатха. (Thig)
10. Джатака. «История о рождениях».
11. Ниддеса. (MNid)
12. Патисамбхидамагга. (Pts) «Путь различения».
13. Ападана.
14. Буддхавамса.
15. Чарияпитака.
16. Неттиппакарана или Нети (есть в бирманском и сингальском изданиях, отсутствует в тайском).
17. Петакопадеса. «Наставления к Питаке» (есть в бирманском и сингальском изданиях, отсутствует в тайском).
18. Милиндапаньха. (Mil) «Вопросы Милинды» (есть в бирманском издании, отсутствует в сингальском и тайском).

Во введении к «Сумангалавиласини», комментарию на «Дигху-никаю» авторства Буддхагхоши, на основе более ранних комментариев, недошедших до наших дней, говорится, что чтецы «Дигха-никаи» перечисляли книги со второй по двенадцатую в «Кхуддака-никае», а чтецы «Мадджхима-никаи» — со второй по пятнадцатую. Позже здесь приводится содержание всего канона, найденное также во введениях к комментариям на Виная-питаку и Абхидхамму-питаку. Здесь в число книг «Кхуддака-никаи» включены книги с первой по пятнадцатую, хотя также присутствует и альтернативная классификация, по которой Виная- и Абхидхамма-питаки включены в состав этой никаи. Таким образом, пять никай это уже классификация не только Сутта-питаки, но и целого Палийского канона. На основе данных списков учёные пришли к выводу, что книги с 13-й по 15-ю и 1-я являются более поздним добавлением.

## Переводы
- Psalms of the Early Buddhists, 9 & 8 tr C. A. F. Rhys Davids, Pali Text Society, Bristol; originally published separately
- Minor Anthologies of the Pali Canon, 1931–75, 4 volumes, Pali Text Society, Bristol; translations of 2, 1, 3, 4, 14, 15, 6, 7
- The Udana and the Itivuttaka, tr John D. Ireland, Buddhist Publication Society, Kandy, Sri Lanka; originally published separately